# Cimetière militaire brésilien de Pistoia
Le cimetière militaire brésilien de Pistoia est un ancien cimetière militaire brésilien de la Seconde Guerre mondiale, situé dans la région Toscane en Italie. Il se trouve en périphérie de la ville de Pistoia.

## Histoire
En 1944, le Brésil intervient militairement dans la Seconde Guerre mondiale et envoie 25 000 hommes en Italie, dans le cadre de la Force expéditionnaire brésilienne (FEB), qui participe aux côtés des troupes alliées aux opérations contre les forces de l'Axe. La FEB eut un rôle actif en Toscane occidentale, dans la vallée du fleuve Serchio, en Versilia et en Garfagnana sur l'Apennin toscano-émilien. À la fin de la guerre, les Brésiliens arrivèrent jusqu'à Turin.

### Tombes
Jusqu'en 1960, année de la fermeture du cimetière, s'y trouvaient 462 tombes. En 1960, les corps des soldats sont rapatriés au Brésil pour être déposés dans le Monument national conçu par Mark Netto Konder et Helio Ribas Marinho dans le quartier Flamengo à Rio de Janeiro. Le corps d'un dernier soldat a été trouvé à la fin des travaux ; il a été laissé à Pistoia comme soldat inconnu. En 1967 fut inauguré dans le cimetière un monument sur un projet de Olavo Redig de Campos, de l'école d'Oscar Niemeyer, qui reçut par la suite la visite de deux présidents brésiliens et de plusieurs ambassadeurs.